# Emma Cline
Emma Cline (Sonoma County, California, 1989) es una escritora y novelista estadounidense. Publicó en 2016 su primera novela, Las Chicas (The Girls), que está ambientada en la secta de Charles Manson. También, fue nominada por sus relatos a diversos premios literarios como el John Leonard Award por el National Book Critics Circle y el Center for Fiction's First Novel Prize. Finalmente fue galardonada con el Plimpton Prize en 2014, premio entregado por la revista The Paris Review, por el relato Marion.

## Biografía
Emma Cline nació en 1989 en Sonoma County, California. De adolescente participó como actriz en When Billie Beat Bobby (2001) y Flashcards (2003). Se licenció en Bellas artes y en 2013 cursó un máster en escritura creativa en la Universidad de Columbia. Ha publicado ensayos de ficción en revistas como The New Yorker o en el diario The New York Times, no obstante, durante su paso por Columbia, Cline publicó el relato corto Marion en The Paris Review y ganó en 2014 el Plimpton Prize.
En 2016 publicó con la editorial Random House  su primera novela Las Chicas, en España está editada por Anagrama.

## Las Chicas
Las Chicas (2016) es la primera novela de Cline. Por el encargo del manuscrito, la editorial Random House pagó dos millones de dólares a la escritora. Además, el productor de cine Scott Rudin compró los derechos de la novela para llevarla al cine.
Las Chicas está ambientada en los años 60 y tiene como protagonista a Evie, una adolescente insegura y con problemas familiares. La historia comienza cuando Evie se encuentra con un grupo de chicas de las que se queda prendada por su modo de vestir y aire despreocupado. Días más tarde, la protagonista se reencuentra con una de estas chicas, Suzanne, que la lleva al rancho donde vive con el resto de un grupo liderado por un carismático músico. Evie se mete de lleno en el grupo y pronto se ve envuelta en un ambiente de drogas, psicodelia y violencia.
La autora se inspiró en un episodio de la crónica negra americana: la matanza de Charles Manson y su clan. Cline aseguró que lo que le interesaba era la figura de las chicas que formaban parte de la Familia Manson. Según la autora, la intencionalidad de la novela no era la fidelidad con la historia original, sino retratar temas como la amistad entre mujeres, los remordimientos y, sobre todo, retirar el foco puesto sobre el líder de la secta.
Su pareja en ese momento, Chaz Reetz-Laiolo, la demandó por plagio. Finalmente llegaron a un acuerdo y la justicia determinó que ambas novelas contenían diferencias demasiado significativas para considerar plagio. Este evento seguramente afectó al éxito de la novela.

## Problemas de copyright
El exnovio de Emma Cline, Chaz Reetz-Laiolo, presentó en febrero de 2017 una demanda por plagio, alegando que la escritora copió pasajes de sus propios borradores y los usó en Las chicas. En su denuncia nombró a la editorial Random House, pues afirma que cuando se publicó la novela, la editorial conocía el plagio. Reetz-Laiolo acusaba a la escritora de utilizar un software espía para acceder a su correo y robar los pasajes. Ante estas declaraciones, Cline, presentó una contrademanda en la que niega las acusaciones y se defiende afirmando que el supuesto plagio se reduce a unas pocas frases. La escritora no negó la utilización del software espía, pero explicó que lo utilizó con el objetivo de destapar una supuesta infidelidad de Chaz Reetz-Laiolo.

## Obras

### Novelas
- Las Chicas (The Girls, 2016)

- Harvey (2021)[11]

- La invitada (2024)

### Relatos
- "Los Angeles", Granta[12]
- "Northeast Regional", The New Yorker[13]
- "Marion", The Paris Review[14]
- "The Drive Home", The New York Times[15]
- "Fleeing the Fires in Sonoma County", The New Yorker[16]
- "Arcadia", Granta[17]
- "Archie Comics", The New Yorker[18]
- "See Me", The Paris Review[19]
- "Perseids", Tin House[20]
- "Papi", Anagrama[21]

## Premios y reconocimientos
- 2014, Premio Plimton,  Marion
- Premios Shirley Jackson